# 穆尔贡塞莱格
穆尔贡塞莱格（Murkongselek）是印度阿萨姆邦德马吉县乔奈区下面的一个村。位于德马吉县的最东端，紧靠阿鲁纳恰尔邦（中国称藏南地区）东桑朗县，距东桑朗县县治所在地巴昔卡仅42km，距阿萨姆邦首府第斯普尔554 km。地理坐标为95.160 E and 27.770 N。
该村人口主要是米辛人（Mising），该人群属于阿萨姆邦的第二大少数民族（第一大少数民族为波多人）。印度最东端的铁路目前到该村为止（穆尔贡塞莱格火车站），但印度已经规划在2015年开建穆尔贡塞莱格到巴昔卡的宽轨铁路，全长30km。印度国道NH52从此村经过。印度的伦吉亚-穆尔贡塞莱格米轨改宽轨工程2014年竣工，该村与印度半岛的铁路交通从此畅通无阻。

## 命名溯源
“穆尔贡”（murkong）在米辛语里的意思是“财富”；“塞莱格”（selek）米辛语意为“富含盖茅屋用的草之地”。